# Textos budistas

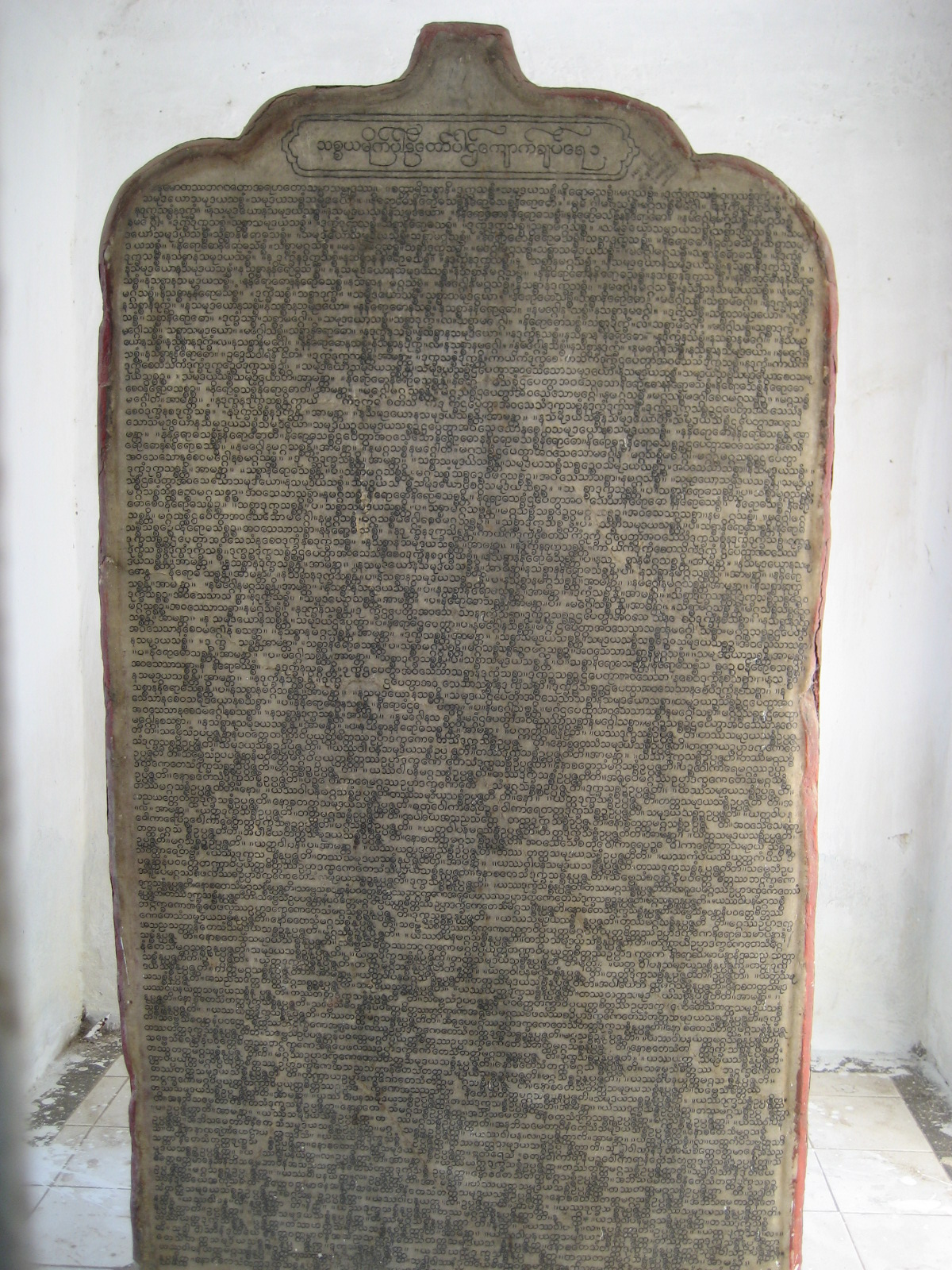
Inscripciones de piedra del libro más grande del mundo en Kuthodaw, Birmania.

Los primeros textos budistas fueron transmitidos oralmente por los primeros monásticos en lenguas indoarias. Luego fueron escritos y compuestos como manuscritos en varios idiomas asiáticos. Se pueden categorizar de varias maneras, como los textos canónicos, los comentarios y los pseudocanónicos. Las tradiciones budistas generalmente han dividido estos textos con sus propias categorías y divisiones, como la que existe entre Buddhavacana ("palabra de Buda"), muchas de las cuales se conocen como "Sutras" y otros textos, como Shastras (tratados) o Abhidharma.
Estos textos religiosos fueron escritos en muchos idiomas y escrituras diferentes, y la memorización, recitación y copia de ellos fueron de gran valor religioso para los budistas. Incluso después del desarrollo de la impresión, los budistas prefirieron mantener sus prácticas originales con estos textos.

## Palabra del Buda
Una categoría central para entender los textos budistas es la idea de lo que constituye la "palabra de buda" (buddhavaccana) y lo que no. El término se entiende de manera diferente en las diferentes tradiciones budistas.
Según Donald Lopez, los criterios para determinar lo que se debe considerar buddhavacana se desarrollaron en una etapa temprana, y las primeras formulaciones no sugieren que el Dharma se limite a lo que fue dicho por el Buda histórico. Las escuelas Mahāsāṃghika y Mūlasarvāstivāda consideraban palabra de buda ambos los discursos del Buda y los de sus discípulos. Varios seres diferentes como los buddhas, discípulos del buda, y dioses (devas) fueron considerados capaces de transmitir buddhavacana. Estos textos pueden entonces ser certificados como verdadero buddhavacana por un buda, un sangha, un pequeño grupo de ancianos o un erudito anciano.
En el budismo Theravada, la colección estándar de buddhavacana es el Canon Pali. En el budismo del este de Asia, lo que se considera buddhavacana se recoge en el canon budista chino. La edición más común de esto es Taishō Tripiṭaka. En el budismo tibetano, lo que se considera buddhavacana se recoge en el Kangyur. El Kangyur tibetano, que pertenece a varias escuelas del budismo tibetano Vajrayana, además de contener sutras y vinaya, también contiene textos llamado “tantras”.

## Textos tempranos del budismo
Los textos tempranos del budismo o literatura temprana budista se refiere a varios textos paralelos compartidos por las primeras escuelas budistas, incluidos los primeros cuatro Nikayas pali, algunos materiales de Vinaya como los Patimokkhas de las diferentes escuelas budistas, así como la literatura Āgama china. Además de las grandes colecciones en pali y chino, también hay colecciones fragmentarias de materiales tempranos en sánscrito, jotanes, tibetano y gāndhārī. El estudio moderno del budismo temprano pre-sectario a menudo se basa en estudios comparativos que usan estas varias fuentes budistas tempranas. Los primeros textos budistas fueron transmitidos oralmente en lenguas indoarias arias llamadas prácritos, incluyendo el idioma gāndhārī, el lenguaje de magadha primitivo y pali mediante el uso de la repetición, recitación comunitaria y estrategias mnemotécnicas. Una característica importante de los textos budistas tempranos son las características que reflejan su origen como literatura de transmisión oral. Las elaboraciones doctrinales se conservaron en las obras de Abhidharma y más tarde en las Karikas (exposiciones de versos). A medida que el budismo se extendió geográficamente, estos textos fueron traducidos al idioma local, como el chino y el tibetano.
Algunos budólogos como Richard Gombrich y A.K. Warder sostiene que estos textos tempranos contienen material que posiblemente podría rastrearse al mismo Buda histórico o al menos a los primeros años del budismo pre-sectario. Según Alexander Wynne, los Edictos de Ashoka mencionan algunos textos budistas que han sido identificados y que podrían mostrar que en la época de Ashoka (304-232 a. C.) estos ya estaban fijos.
En el budismo Mahayana, estos textos a veces se conocen como textos "Hinayana" o "Śrāvakayāna" (y, por lo tanto, no se consideran obras Mahayana).
Una gran parte de la literatura budista temprana forma parte del género "sutta" o "sutra", que generalmente se ubica en diferentes colecciones (Pitakas o Agamas). Los suttas generalmente contienen contenido doctrinal, mientras que otros textos budistas tempranos tratan con la disciplina monástica o vinaya.
Los budologos modernos consideran que las diversas obras del Abhidharma budista son (en su mayoría) material posterior (siglo III a. C. en adelante). A pesar de la relativa tardanza de las obras de Abhidharma, según indologos como Erich Frauwallner, hay núcleos de material pre-sectario temprano en los primeros textos de Abhidharma, principalmente el Vibhanga Theravada, el Dharmaskandha de la escuela Sarvastivada y el Śāriputrābhidharma de la escuela Dharmaguptaka. Según el estudio comparativo de Frauwallner, estos textos posiblemente se desarrollaron y "se construyeron a partir del mismo material", principalmente las listas budistas tempranas (matrkah) que forman el "núcleo antiguo" del Abhidharma primitivo.

### Textos Pali

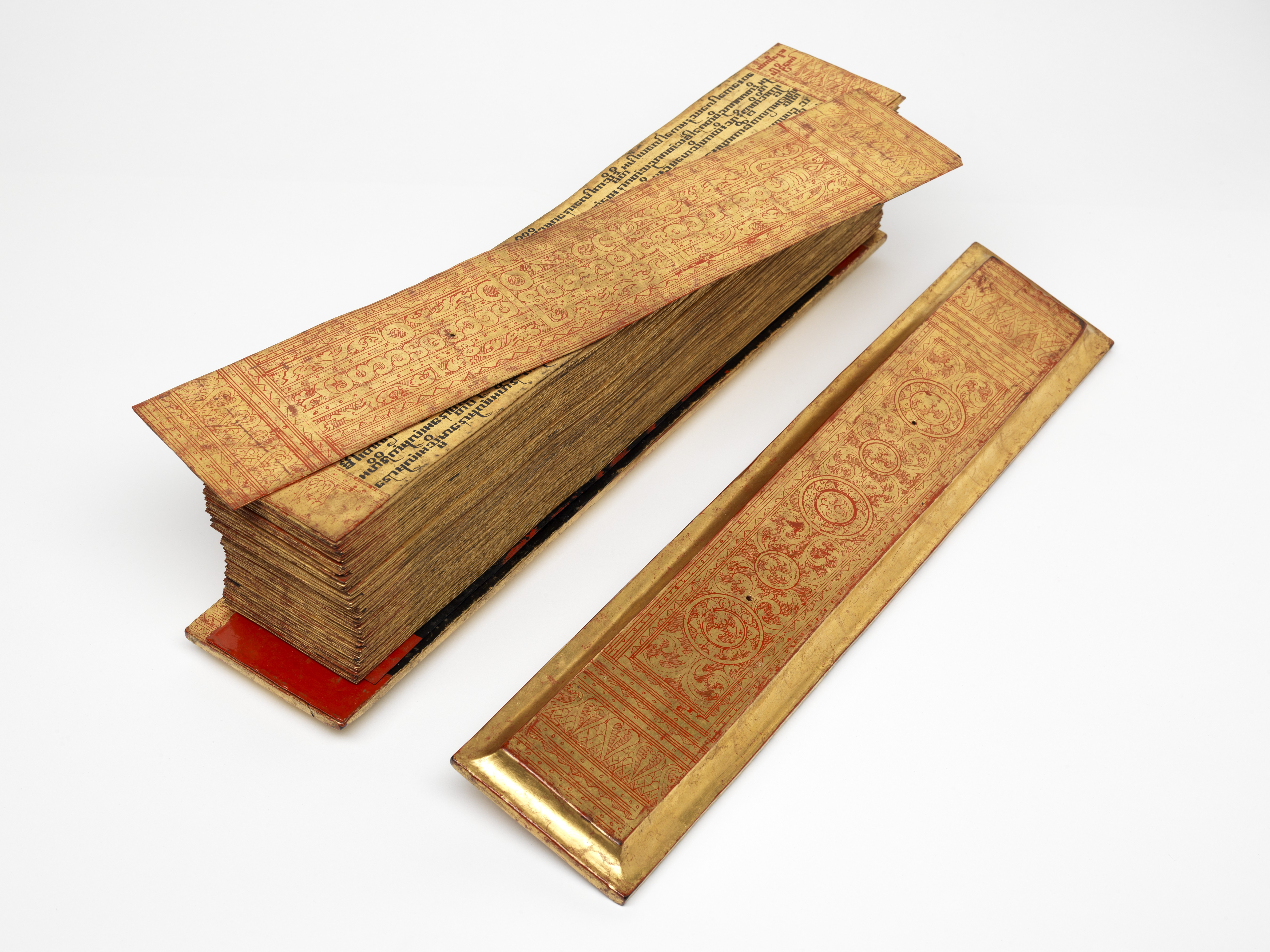
Manuscrito Pali birmano

El Canon Pali de la escuela Theravada contiene la única colección completa de textos tempranos en un idioma índico que ha sobrevivido hasta nuestros días. Después de haber sido transmitido oralmente, se escribió por primera vez en el siglo I a. C. en Sri Lanka.
El material budista temprano en el canon Pali consiste principalmente en los primeros cuatro Nikayas, el Patimokkha y otros materiales de vinaya, así como algunas partes del Khuddaka Nikāya (principalmente Sutta Nipata, Itivuttaka, Dhammapada, Therigatha, Theragatha y Udana). Todos estos textos han sido ampliamente traducidos a los idiomas occidentales.

### Textos Chinos
Los textos tempranos conservados en el canon budista chino incluyen los cuatro Āgamas, colecciones de sutras que son paralelas a los Pali Nikāyas tanto en contenido como en estructura. También existen algunas diferencias entre los discursos y estudios comparativos modernos han mostrado estas variancias como omisiones de material, adiciones y cambios en la ubicación de las frases. Estos diversos Agamas posiblemente corresponden a las escuelas Sarvastivada (Samyukta y Madhyama Agamas), Dharmaguptaka y Kasyayipa. La Vinaya pitaka de la escuela Mahasamghika también sobrevive en traducción china.25 Algunas de los Agamas han sido traducidos al inglés por el “Āgama Research Group” [ARG] en el “Dharma Drum Institute of Liberal Arts”.
Mientras que los otros Agamas chinos son en su mayoría doctrinalmente consistentes con los Pali Nikayas, varios eruditos como Johannes Bronkhorst y Etienne Lamotte han visto que el Ekottara Agama está influenciado por posteriores conceptos Mahayana. Según Lamotte, estas 'interpolaciones' son fácilmente discernibles.

### Textos de Gandhāra

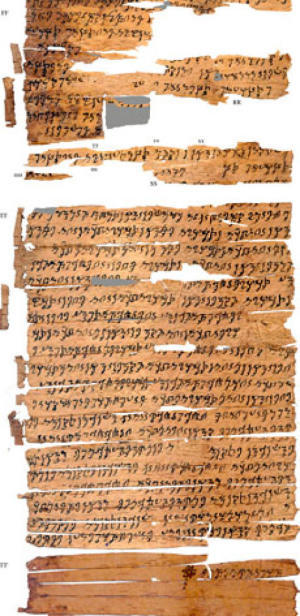
Reconstrucción de los textos budistas de Gandhara

Los textos budistas de Gandhāra contienen varios textos tempranos, como un paralelo al Anattalakkhana Sutta, posiblemente perteneciente a la escuela Dharmaguptaka. Algunas publicaciones han traducido varios textos de Gandhāra. Estos textos son los manuscritos budistas más antiguos existentes, que datan aproximadamente del siglo I d. C.

### Otros textos tempranos
Hay varios textos tempranos recolectados en el Kangyur tibetano. Peter Skilling ha publicado traducciones al inglés de estos textos en sus dos volúmenes "Mahasutras" (Pāli Text Society, 1994). Otra importante fuente de material budista temprano en el canon tibetano son las numerosas citas de Śamathadeva en su Abhidharmakośopāyikā-ṭīkā (Derge n. ° 4094 / Pekin n. ° 5595), un comentario al Abhidharmakosha.
Fragmentos en sánscrito de diferentes Agamas budistas tempranos también sobreviven de hallazgos arqueológicos en la cuenca del Tarim y la ciudad de Turfan. Estos hallazgos incluyen versiones de un sánscrito Udanavarga. El Salistamba Sutra es un texto budista temprano que ha sido vinculado a la escuela Mahāsāṃghika, contiene muchos pasajes paralelos a los suttas Pali.

## Géneros textuales

### Vinaya
La literatura vinaya se ocupa principalmente de aspectos de la disciplina monástica. Sin embargo, vinaya como un término también se contrasta con Dharma, y el par ‘Dhamma-Vinaya’ significa 'doctrina y disciplina'. La literatura vinaya de hecho contiene una considerable gama de textos. Por supuesto, hay quienes discuten las reglas monásticas, cómo surgieron, cómo se desarrollaron y cómo se aplicaron. Pero el vinaya también contiene algunas exposiciones doctrinales, textos rituales y litúrgicos, historias biográficas y algunos elementos de los "Jatakas" o historias de nacimiento.
Varias vinayas completas sobreviven:
- Theravada, escrito en Pali
- Mula-Sarvāstivāda, escrito en sánscrito, pero sobreviviente completo solo en traducción tibetana
- Mahāsānghika, Sarvāstivāda, Mahīshāsika y Dharmagupta, originalmente en lenguas indias, pero solo sobreviven en la traducción china.

Además, las porciones sobreviven de varias vinayas en varios otros idiomas.

### Sutra
Los Sutras (Sutta en pali) son en su mayoría discursos atribuidos al Buda o uno de sus discípulos cercanos. Tradicionalmente los sutras son considerados Budavacana, "palabra de Buda", como en el caso de toda la literatura canónica. Los discursos del Buda tal vez fueron organizados originalmente de acuerdo con el estilo en el que fueron entregados. Originalmente había nueve, pero luego doce, de estos. Las formas sánscritas son:
- Sūtra: discursos en prosa, especialmente discursos declarativos cortos.
- Geya: discurso mixto en prosa y verso. Identificado con el Sagāthāvagga del Saṁyutta Nikāya
- Vyākarana: explicación, análisis. Discursos en formato de pregunta y respuesta.
- Gāthā: verso
- Udāna: discurso inspirado
- Ityukta: comenzando con 'así ha dicho el Bhagavan'
- Jātaka: historia de vida anterior
- Abhutadharma: concerniente a maravillas y eventos milagrosos
- Vaipulya o 'discursos extendidos' o 'aquellos que dan alegría' (cf. Textos Mahayana)
- Nidāna: en el que las enseñanzas se establecen dentro de sus circunstancias de origen
- Avadāna: cuentos de hazañas
- Upadesha: instrucciones definidas y consideradas

Los primeros nueve se enumeran en todos los agamas sobrevivientes, con los otros tres agregados en algunas fuentes posteriores. En Theravada, al menos, se los considera como una clasificación de todas las escrituras, no solo de los suttas. El esquema también se encuentra en los textos Mahayana. Sin embargo, después se impuso un nuevo esquema organizativo sobre el canon, que ahora es el más conocido. El esquema organizó los suttas en:
- Discursos largos. Estos alcanzan una longitud de hasta 95 páginas. El Pali Digha Nikaya contiene 34 textos, incluidos el Mahāparinibbāna Sutta y el Brahmajāla Sutta. El Dīrghāgama de la escuela Dharmaguptaka también sobrevive, en la traducción al chino, y contiene 30 sutras.
- Discursos de longitud media. Estos son el resto de los sutras de cualquier longitud, y el Pali Majjhima Nikaya tiene 152 suttas. El Madhyamāgama de la escuela Sarvāstivada que contiene 222 sutras sobrevive en la traducción china.
- Discursos conectados. Esta agrupación consiste en muchos textos cortos conectados por tema, escenario o interlocutor. El Pali Samyutta Nikaya contiene más de 2,800 sutras. El Samyuktāgama de la escuela Sarvāstivada que contiene solo 1.300 sutras sobrevive en la traducción china.
- Discursos numerados. Los sutras con el mismo número de puntos doctrinales, comprenden más de 2,300 suttas en el Pali Anguttara Nikaya. El canon chino contiene un Ekottarāgama que algunos eruditos creen que pertenece a la escuela Mahāsanghika.

### Misceláneo
No todas las escuelas tenían esta categoría, pero el Pali Khuddaka Nikaya tiene varios textos muy conocidos, incluyendo Dhammapada, Udana, Sutta Nipata, y Theragāthā y Therīgāthā dos colecciones de versos biográficos relacionados con los discípulos de Buda. También hay una gran cantidad de Jatakas, poemas relacionados con las llamadas "historias de nacimiento", que relatan las vidas anteriores del Buda. Estos siguen siendo populares en muchas formas de budismo.
Muchos de estos textos están disponibles en la traducción, así como en el idioma original. El Dhammapada, por ejemplo, tiene una versión Pali, tres versiones chinas, una versión tibetana y una versión de Jotanes.

## Tradiciones textuales

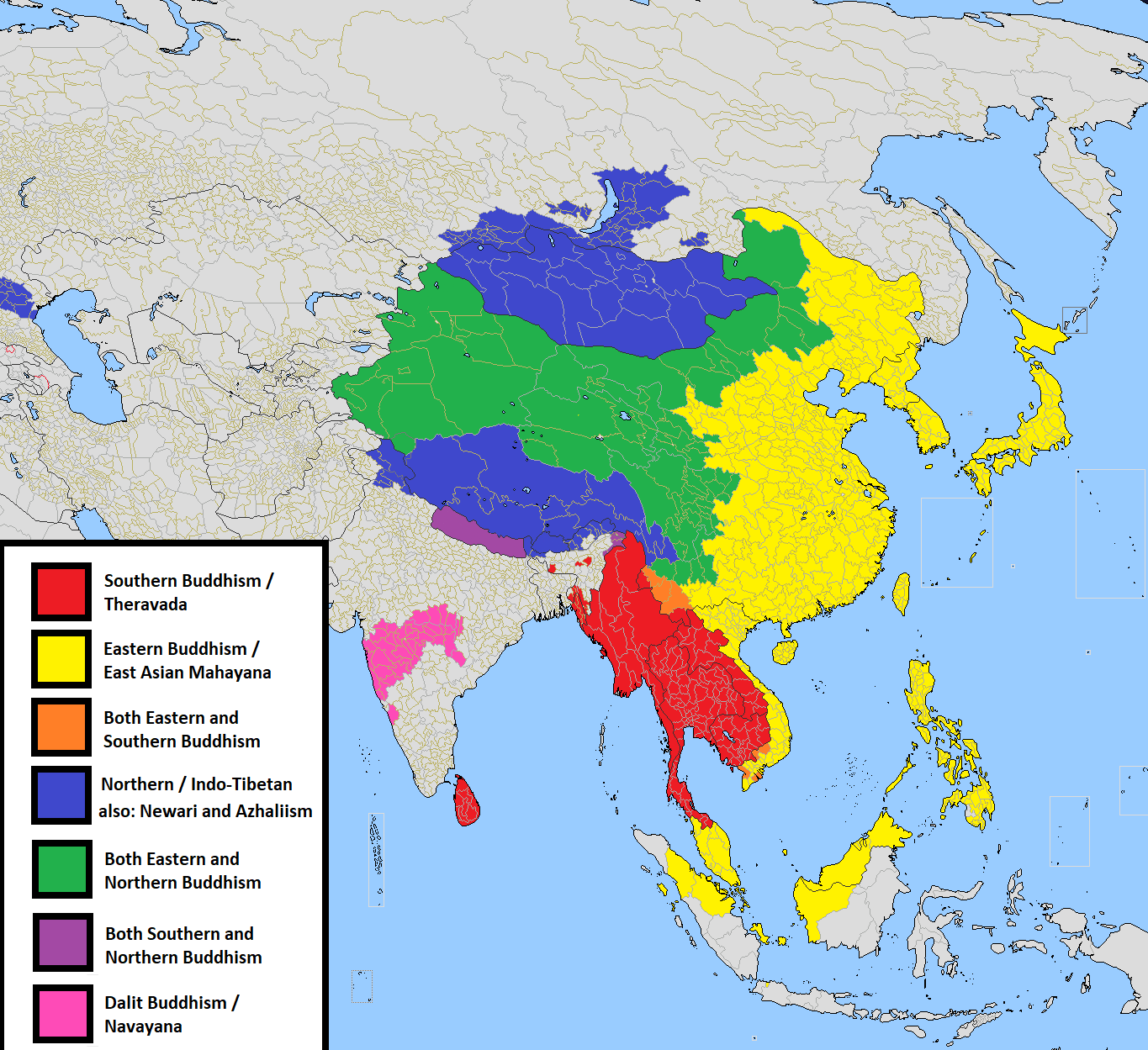
Las tres principales divisiones budistas

El canon Pali se conservó en Sri Lanka, donde se escribió por primera vez en el siglo I a. C. y la tradición textual Pali de la escuela Theravada se desarrolló allí. La tradición pali de Sri Lanka desarrolló extensos comentarios (atthakatha), así como subcomentarios, y tratados sobre Abhidhamma. Los comentarios sobre las sutras y obras de abhidharma también existen en tibetano, chino, coreano y otros idiomas de Asia oriental. Ejemplos importantes de textos Pali no canónicos son el Visuddhimagga, de Buddhaghosa, que es un compendio de enseñanzas Theravada y el Mahavamsa, una crónica histórica de Sri Lanka.
Los primeros manuscritos budistas conocidos, recuperados de la antigua civilización de Gandhara en el norte de Pakistán central (cerca de Taxila, al sudoeste de Islamabad) datan del siglo I y constituyen la tradición textual budista del budismo de Gandhara, que era un vínculo importante entre los indios y el budismo oriental asiático.
Después del ascenso del imperio Kushan en la India, el sánscrito también fue ampliamente utilizado para registrar textos budistas. La literatura budista en sánscrito se convirtió luego en la tradición dominante en la India hasta el declive del budismo en el subcontinente. Alrededor del comienzo de la era cristiana, se comenzó a escribir un nuevo género de literatura sutra con un enfoque en la idea del bodhisattva, comúnmente conocida como Mahayana (Gran vehículo). Muchos de los sutras del Mahayana fueron escritos en sánscrito y luego traducidos a los cánones budistas tibetano y chino que luego desarrollaron sus propias historias textuales. Los budistas Mahayana tradicionalmente consideran que los sutras Mahayana son la palabra del Buda, y que se transmitieron en secreto a través de linajes de seres sobrenaturales (como los nagas) o se revelaron directamente de otros Budas o bodhisattvas. Alrededor de 600 sutras Mahayana han sobrevivido en sánscrito, o en chino y tibetano.
En la tradición Mahayana hay obras importantes llamadas shastras, o tratados, que intentan delinear las enseñanzas del sutra y defenderlas o expandirlas. Las obras de importantes filósofos budistas como Nagarjuna, Vasubandhu y Dharmakirti generalmente se denominan shastras, y fueron escritas en sánscrito.
A fines del siglo VII, surgió otra nueva clase de textos budistas, los Tantras, con nuevas prácticas rituales y técnicas yóguicas, como el uso de Mandalas, Mudras y sacrificios de fuego. Los Tantras budistas son textos clave en el budismo Vajrayana, que es la forma dominante del budismo en el Tíbet.

## Literatura Abhidharma
Abhidharma (en Pali, Abhidhamma) significa 'Dharma adicional' y se ocupa del análisis de los fenómenos (dharmas o dhammas). Creció inicialmente a partir de varias listas de enseñanzas, como los 37 Bodhipaksika-dharmas (37 factores que conducen al Despertar). La literatura de Abhidharma está principalmente relacionada con el análisis de los fenómenos o factores psicofísicos y las relaciones entre ellos.
El Abhidhamma Theravāda sobrevive en el Canon Pali. Fuera de los monasterios Theravada, los textos de Pali Abhidharma no son muy conocidos. El Abhidhamma-pitaka, es la colección de textos en los cuales se abordan los principios doctrinales presentes en las otras dos Canastas. Estos principios están aquí reorganizados y estructurados dentro de un sistema que investiga la naturaleza de la mente y de la materia.
Un Sarvastivada Abhidharma, compuesto en sánscrito, sobrevive en las tradiciones china y tibetana. Aunque el Abhidhamma Theravāda está bien preservado y es más conocido, debe notarse que varias de las primeras escuelas budistas cada una tenía su propia colección Abhidharma con poco material textual común, aunque compartían la misma metodología Abhidharmica.
No todas las escuelas aceptaron el Abhidharma como canónico. La escuela Sautrāntika, por ejemplo, sostuvo que el canon se detuvo con el vinaya y los sutras.

## Textos de la tradición Theravada

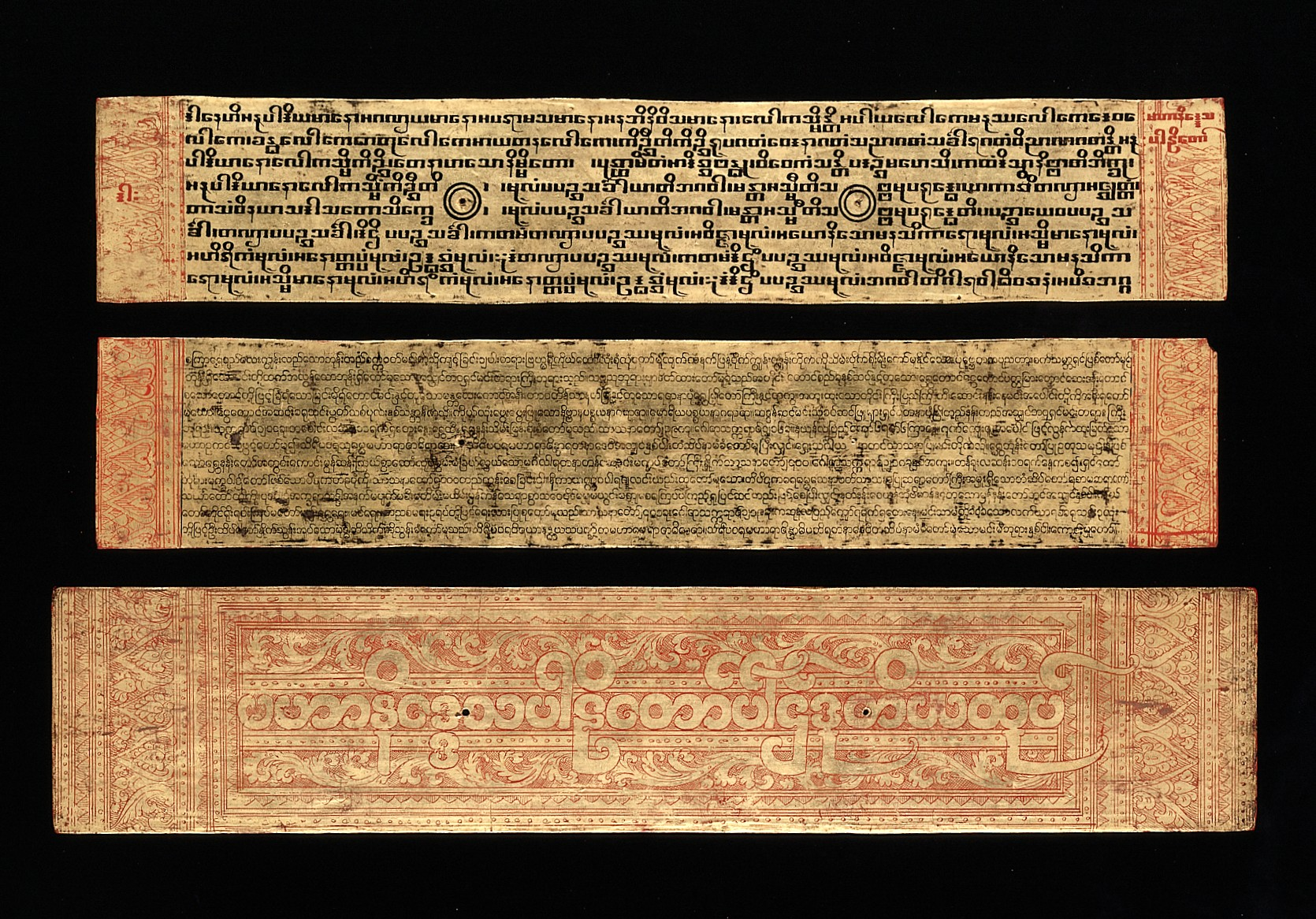
Manuscrito birmano del texto budista Mahaniddesa, que muestra tres tipos diferentes de escritura birmana, cuadrado mediano (superior), redondo (centro) y esquema redondo (inferior) en laca roja desde el interior de una de las cubiertas doradas

Los textos Pali tienen una extensa literatura de comentarios, mucha de la cual aún no ha sido traducida. Estos se atribuyen a los estudiosos de Sri Lanka, como Buddhaghosa (siglo V d. C.) y Dhammapala. También hay subcomentarios (tikka) o comentarios sobre los comentarios. Buddhaghosa también fue el autor del Visuddhimagga (“Camino de la Purificación”), que es un manual de doctrina y práctica según la tradición Mahavihara de Sri Lanka y según Nanamoli Bhikkhu es considerada como "la principal autoridad no canónica del Theravada". Un trabajo similar aunque más corto es el Vimuttimagga. Otra obra de Pali Theravada muy influyente es el Abhidhammattha-sangaha (siglo XI o XII), un breve resumen introductorio al Abhidhamma.
Otro texto Theravada que generalmente no se considera como Buddhavacana es el Milinda pañha (Las preguntas de Milinda). Este texto tiene la forma de un diálogo entre Nagasena y el rey indo-griego Menandro. Es un compendio de doctrina y cubre una variedad de temas. Se incluye en algunas ediciones del Canon Pali. Otros textos que generalmente no se consideran "canónicos" son el Nettipakarana y el Petakopadesa.
Buddhaghosa trabajo a partir de comentarios budistas en el idioma sinhala de Sri Lanka, que ahora están perdidos. La literatura cingalesa en lengua vernácula contiene muchas obras budistas, incluidos poemas cingaleses clásicos como el Muvadevāvata (La historia del nacimiento del bodhisattva como rey Mukhadeva, siglo XII) y el Sasadāvata (La historia del nacimiento del bodhisattva como liebre, siglo XII), así como obras en prosa como el Dhampiyātuvā gātapadaya (Comentario sobre la Doctrina Bendita), un comentario sobre palabras y frases en el Pāli Dhammapada.
La tradición textual Pali se extendió a Birmania y Tailandia donde la beca Pali continuó floreciendo con obras como el Aggavamsa de Saddaniti y el Jinakalamali de Ratanapañña. La literatura pali continuó siendo compuesta en la era moderna, especialmente en Birmania, y escritores como Mahasi Sayadaw tradujo algunos de sus textos a Pali.
Existen numerosos textos esotéricos de Theravada, en su mayoría del sudeste asiático. Esta tradición floreció en Camboya y Tailandia antes del movimiento reformista de Rama IV en el siglo XIX. Uno de estos textos ha sido publicado en inglés por Pali Text Society como "Manual of a Mystic".
La literatura budista birmana desarrolló formas poéticas únicas desde la década de 1450 en adelante, un género importante de poesía budista es pyui' , largas y embellecidas traducciones de las obras pali, principalmente jatakas. Un ejemplo famoso de la poesía pyui' es el “Kui khan pyui” (el pyui 'en nueve secciones, 1523). Otros textos como los comentarios birmanos o nissayas se usaron para enseñar Pali. El siglo XIX vio un florecimiento de la literatura budista birmana en varios géneros, incluyendo biografía religiosa, Abhidharma, literatura legal y literatura de meditación.
Un texto influyente de la literatura budista tailandesa es "Los tres mundos según el rey Ruang" (1345) de Phya Lithai, que es una extensa investigación cosmográfica y visionaria del universo budista tailandés.

## Textos Mahāyāna

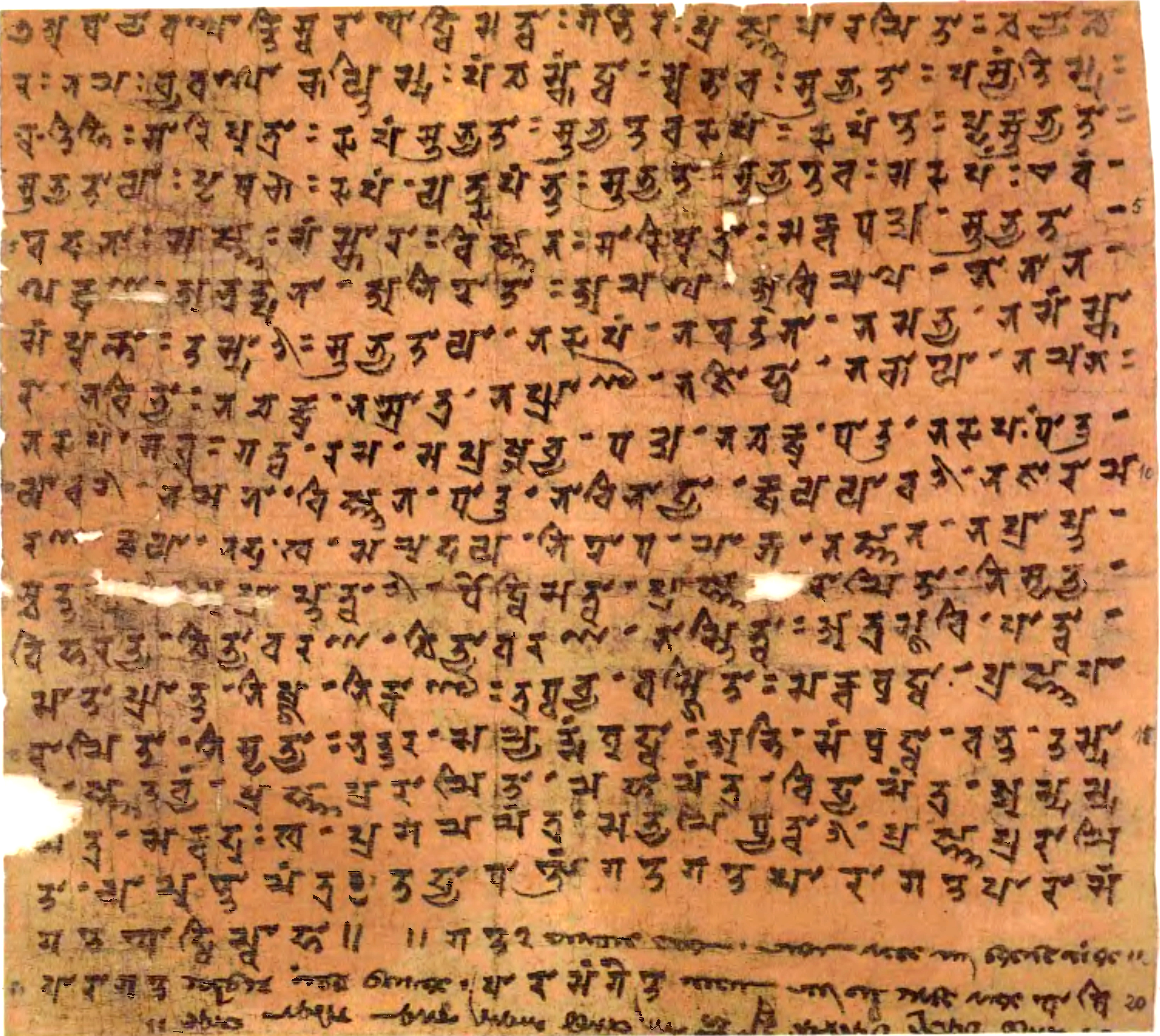
Manuscrito sánscrito del Sutra del Corazón, escrito en Siddhaṃ. Bibliothèque nationale de France

Los sutras Mahāyāna son un amplio género de escrituras budistas que diversas tradiciones del budismo Mahāyāna aceptan como canónicas. Se conservan en gran parte en el canon budista chino, el canon budista tibetano y en los manuscritos en sánscrito existentes. Alrededor de cien sutras Mahayana sobreviven en sánscrito, o en chino y en traducciones tibetanas.

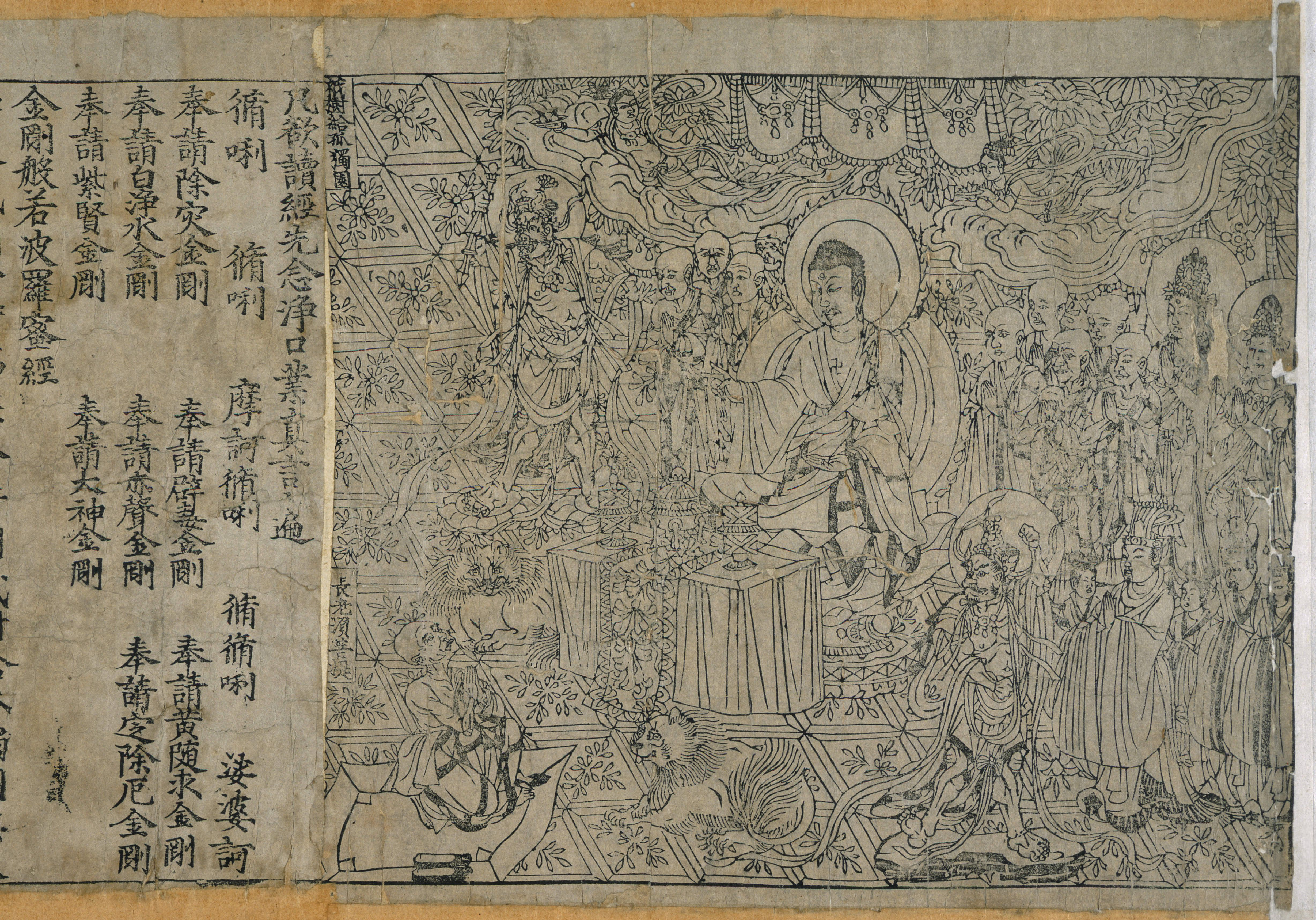
Frontispicio del Sūtra Diamante chino, el libro impreso fechado más antiguo del mundo

La evidencia textual más antigua del Mahāyāna proviene de sutras que se originan alrededor del comienzo de la era común. Jan Nattier ha notado que en algunos de los primeros textos Mahāyāna como el Ugraparipṛcchā Sūtra se usa el término "Mahāyāna", sin embargo, no hay diferencia doctrinal entre Mahāyāna en este contexto y las primeras escuelas, y que "Mahāyāna" se refería más bien a la rigurosa emulación de Gautama Buda en el camino de un bodhisattva que busca convertirse en un Buda totalmente iluminado. Tampoco hay evidencia de que el Mahāyāna temprano se refería a una escuela formal o secta separada del budismo, sino que existía como un cierto conjunto de ideales y doctrinas posteriores para los bodhisattvas.

### Protomahāyāna
A principios del siglo XX, se encontró un alijo de textos en un montículo cerca de Gilgit, Afganistán. Entre ellos estaba el Ajitasena Sutra. El Ajitasena Sutra parece ser una mezcla de ideas Mahāyāna y budismo temprano. Ocurre en un mundo donde el monasticismo es la norma, que es típico de los Pali Suttas; no existe el antagonismo habitual hacia los Sravakas (también llamado Hinayana o vehículo inferior) o la noción del arahant, que es típica de los sutras Mahāyāna como el Loto Blanco o Vimalakirti Nirdesha. Sin embargo, el sutra también tiene un arahant que ve todos los campos de Buda, se dice que recitar el nombre del sutra salvará a los seres del sufrimiento y de los reinos del infierno, y se describe una práctica meditativa que permite al practicante ver con los ojos de un Buda, y recibir enseñanzas de ellos. Estas enseñanzas son típicas de los sutras Mahāyāna.

### Prajñaparamita
Los sutras Prajñaparamita tratan sobre el prajñā (sabiduría profunda o gnosis) y el camino del bodhisattva, entre otros temas. La sabiduría en este contexto significa la capacidad de ver la realidad tal como es. No contienen un argumento filosófico elaborado, sino que simplemente tratan de señalar la verdadera naturaleza de la realidad. Las características básicas de este tipo de sabiduría trascendental es que no es conceptual, no abarca y no es dual. Esta sabiduría expresa un no-dualismo radical (advaya), en el que cualquier forma dualista de ver las cosas es negada: así los fenómenos no existen ni son inexistentes, sino que están marcados por sunyata, vacío, ausencia de cualquier naturaleza inmutable esencial. Según Karl Brunnholzl, Prajñāpāramitā significa que "todos los fenómenos desde la forma hasta la omnisciencia están completamente desprovistos de cualquier característica o naturaleza intrínseca propia".
Muchos sutras son conocidos por la cantidad de líneas, o slokas, que contienen. Edward Conze, quien tradujo casi todos los sutras de la Perfección de la sabiduría al inglés, identificó cuatro períodos de desarrollo en esta literatura:
1. 100 a. C. -100 d. C.: Ratnagunasamcayagatha y Astasaharika Prajñaparamita (8,000 líneas)
2. 100 - 300 d. C.: un período de elaboración en el que se producen versiones en 18,000, 25,000 y 100,000 líneas. Posiblemente también el Sutra del Diamante.
3. 300 - 500 d. C.: un período de condensación, produciendo el conocido Sutra del Corazón y la Perfección de la Sabiduría en una letra.
4. 500 - 1000 d. C.: los textos de este período comienzan a mostrar una influencia tántrica

Los textos de La perfección de la sabiduría han influido en todas las escuelas de budismo Mahāyāna.

### Saddharma-pundarika
El Saddharmapundarīka-sūtra (Sutra del loto blanco del dharma sublime) es un sutra temprano del Mahāyāna que ha sido extremadamente influyente en Asia oriental. Probablemente compuesto en su forma más antigua en el período 100 a. C.-100 d. C., el sutra propone que los tres yanas (vehículos: Shravakayana, Pratyekabuddhayana y Bodhisattvayana) no son de hecho tres caminos diferentes que conducen a tres objetivos, sino un camino, con un objetivo (la Budeidad). Se dice que las enseñanzas anteriores son de "medios hábiles" (upaya) para ayudar a los seres de capacidades limitadas. El sutra también es notable por la reaparición del Buda Prabhutaratna, que había muerto varios eones antes, porque sugiere que un Buda no es inaccesible después de su parinirvana, y también que la duración de un Buda es inconcebiblemente larga debido a la acumulación de mérito en vidas pasadas. Esta idea, aunque no necesariamente desde esta fuente, forma la base de la posterior doctrina Trikaya. Posteriormente este Sutra se asoció particularmente con el Tien Tai en China, la escuela Tendai en Japón y las escuelas Nichiren en Japón.

### Tierra pura
Los sutras de la tierra pura describen los orígenes y la naturaleza de la Tierra Pura Occidental en la que reside el Buda Amitabha. Hay tres sutras principales que caen en esta categoría: el Sutra de la vida infinita, también conocido como el Sutra de la tierra pura major; el Amitabha Sutra, también conocido como el Sutra de Tierra Pura Menor; y el Sutra de contemplación (también conocido como el Sutra de visualización). Enumeran los cuarenta y ocho votos hechos por Amitabha como un bodhisattva por el cual se comprometió a construir una Tierra Pura donde los seres pueden practicar el Dharma sin dificultad o distracción. Los sutras afirman que los seres pueden renacer allí por pura conducta y por prácticas tales como pensar continuamente en Amitabha, alabarlo, contar sus virtudes y cantar su nombre. Estos sutras de la Tierra Pura y las prácticas que recomiendan se convirtieron en los fundamentos del Budismo de la Tierra Pura, que se enfoca en el poder salvífico de la fe en los votos de Amitabha.

### Avatamsaka
El Sutra de la Guirnalda es gran texto compuesto que consta de varias partes, sobre todo el Dasabhumika Sutra y el Gandavyuha Sutra. Existe en tres versiones sucesivas, dos en chino y una en tibetano. Se agregaron nuevos sutras a la colección en ambos intervalos. Se cree que el Gandavyuha Sutra es la fuente de una secta dedicada específicamente a Vairocana Buda, y que más tarde dio origen al tantra Mahavairocana-abhisambodhi. El Mahavairocana-abhisambodhi se convirtió en uno de los dos textos centrales en el budismo Shingon y se incluyó en el canon tibetano como un tantra de la clase de carya. El Avatamsaka Sutra se convirtió en el texto central de la escuela de budismo Huayan (Jp. Kegon), cuya doctrina más importante es la interpenetración de todos los fenómenos.

### Yogacara
La escuela Yogacara desarrolló su propia literatura sutra, que principalmente enseña la doctrina de vijnapti-matra o 'representación solamente'. El Sutra Sandhinirmocana (c segundo siglo d. C.) es el más antiguo y más conocido. Este sutra divide las enseñanzas del Buda en tres clases, a las que llama las "Tres vueltas de la rueda del Dharma".

### Tathagatagarbha sutras
Esta categoría incluye el Tathagatagarbha Sutra, el Shrīmālādevi-simhanāda Sūtra (Srimala Sutra), el Angulimaliya Sutra, el Anunatva-Apurnatva-Nirdesa Sutra y el Mahayana Mahaparinirvana Sutra. Estos textos enseñan que cada ser tiene un Tathagatagarbha: traducido de diversas maneras como la naturaleza búdica, la semilla búdica, la matriz búdica. Este Principio búdico, el aspecto de cada ser que ya está iluminado, que permite a los seres ser liberados. Esta es una de las respuestas más importantes del budismo al problema de la inmanencia y la trascendencia. La doctrina Tathagatagarbha fue muy influyente en el budismo de Asia oriental, y la idea, de una forma u otra, se puede encontrar en la mayoría de sus escuelas.
El Sutra Lankavatara, compuesto en algún momento alrededor del siglo IV, a veces se incluye en el grupo Yogacara, sin embargo, D.T. Suzuki ve el Lankavatara como claramente anterior y distinguido de Yogacara. También, el centro de Lankavatara es la identidad del alayavijñana con el tathagata-garbha y el mensaje central de Lankavatara de que el tathagatagarbha es lo que hace posible la vuelta hacia adentro (paravrtti) de la conciencia para realizar la transformación psicológica del Buda en la vida práctica, mientras que el sistema Tathagata-garbha era desconocido o ignorado por los progenitores del sistema Yogacara. El Lankavatara Sutra fue influyente en las escuelas Chan o Zen.

### Otras sutras
Entre los primeros textos del Mahayana, los Samadhi Sutras son una colección de sutras centrados en el logro de estados profundos de conciencia alcanzados en la meditación, tal vez sugiriendo que la meditación jugó un papel importante en el Mahayana temprano. Estos sutras incluyen el Pratyutpanna Sutra y el Shurangama Samadhi Sutra.
También hay algunos sutras Mahayana que en realidad son solo colecciones de textos más pequeños. El Mahāratnakūta Sūtra contiene 49 obras individuales, y el Mahāsamnipāta Sūtra es una colección de 17 obras más cortas.
El Triskandha Sutra y el Sutra de Suvarnaprabhasa (o Sutra de la Luz Dorada) se centran en la práctica de la confesión de faltas. El Sutra de la Luz Dorada se hizo especialmente influyente en Japón, donde uno de sus capítulos sobre el 'Soberano Universal' (sánscrito: Chakravartin) fue utilizado por los emperadores japoneses para legitimar su gobierno, y proporcionó un modelo para un estado bien administrado.
Otro género se llama Sutras de Disciplina. Estos se enfocan en los principios que guían el comportamiento de los Bodhisattvas. Incluyen el Kāshyapa-parivarta, el Bodhisattva-prātimoksa Sūtra y el Sutra Brahmajala.

### Shastra
La literatura comentaria y exegética Mahayana es vasta. Muchos textos de comentarios se llaman shastras, una palabra que se usa para tratados doctrinarios o textos de explicación de algún tema. En el budismo, un shastra es a menudo un comentario escrito en una fecha posterior para explicar una escritura o sutra anterior. También se refiere a tratados filosóficos. Un ejemple es el Mūlamadhyamika-karikā, o “Versos en el Camino del Medio”, de Nagarjuna, un texto seminal sobre la filosofía Madhyamaka Budista. Este trabajo fue muy influyente en la fundación de la escuela Madhyamaka y más tarde los autores de Madhyamaka escribieron comentarios sobre la filosofía de Nagarjuna, estos incluyen Āryadeva (siglo III d. C.), alumno de Nāgārjuna, Buddhapālita (470-550), Bhāvaviveka (500 - 578) y Candrakīrti (600-c. 650).
Shantideva, un budista indio del siglo IX, produjo el Bodhicaryāvatāra (El camino del Bodhisattva), que ha tenido una gran influencia en muchas escuelas del Mahayana. Es notablemente un texto favorito del 14o Dalái lama. El texto comienza con una sección elaborada de adoración ritual, pero luego expone las seis perfecciones. El noveno capítulo es una crítica de varios puntos de vista sobre la sabiduría perfecta desde el punto de vista de Madhyamaka. Shantideva también produjo el Shikshasamuccaya, que es un compendio de doctrinas de una amplia gama de Sutras Mahayana, algunos de los cuales ya no existen y, por lo tanto, solo se conocen a través de sus citas.
Se dice que Asanga, asociado con la escuela Yogacara, recibió muchos textos directamente del Bodhisattva Maitreya en el reino de dioses de Tushita, incluidos el Madhyāntavibhāga, Mahāyāna-sūtrālamkāra y Abhisamayālamkara. También se dice que escribió personalmente el Mahāyāna-samgraha, el Abhidharma-samuccaya (un compendio del pensamiento de Abhidharma que se convirtió en el texto estándar para muchas escuelas Mahayana, especialmente en el Tíbet), y el Yogācāra-bhūmi (aunque el último texto parece tener varios autores.) El hermano de Asanga, Vasubandhu, escribió una gran cantidad de textos asociados con el Yogacara, incluyendo: Trivabhāva-nirdesha, Vimshatika, y Trimshika. Lo más influyente en la tradición budista de Asia oriental fue probablemente sus treinta versos sobre la conciencia solamente. Vasubandhu también escribió un gran tratado de Abhidharma, el Abhidharmakośa-bhāsya. Más tarde, los pensadores de Yogacara incluyen Dharmapala de Nalanda, Sthiramati, Chandragomin (que debatió Candrakirti) y Śīlabhadra.
El filósofo Dignāga está asociado con una escuela de epistemología budista que se enfocaba en las fuentes válidas de conocimiento (sánscrito: pramāna). Él produjo el Pramāna-samuccaya, y más tarde su estudiante Dharmakirti escribió el comentario llamado Pramāna-vārttikā.
Además de estos textos clásicos de la India, existe un número aún mayor de textos shastra Mahayana compuestos en tibetano, chino y otras lenguas asiáticas.

## Textos de Asia Oriental

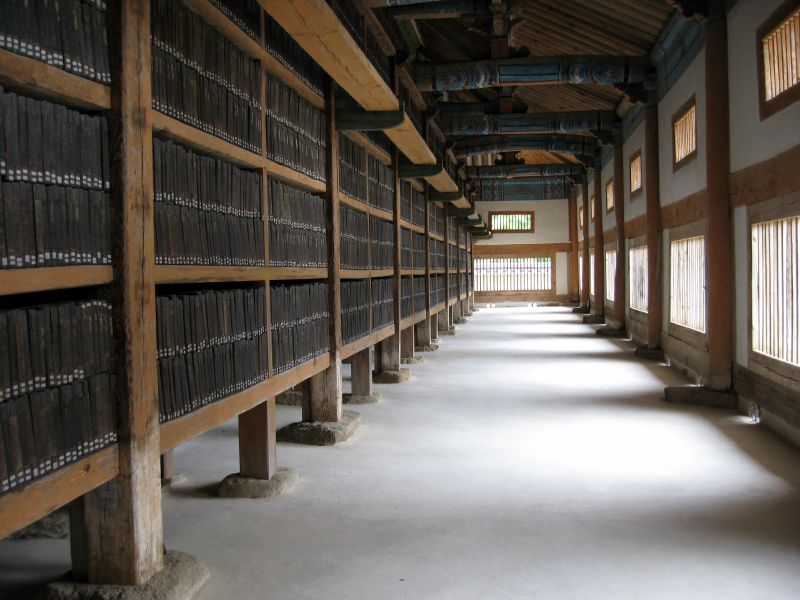
Bloques de impresión de la Tripitaka Coreana, una edición del canon budista chino.

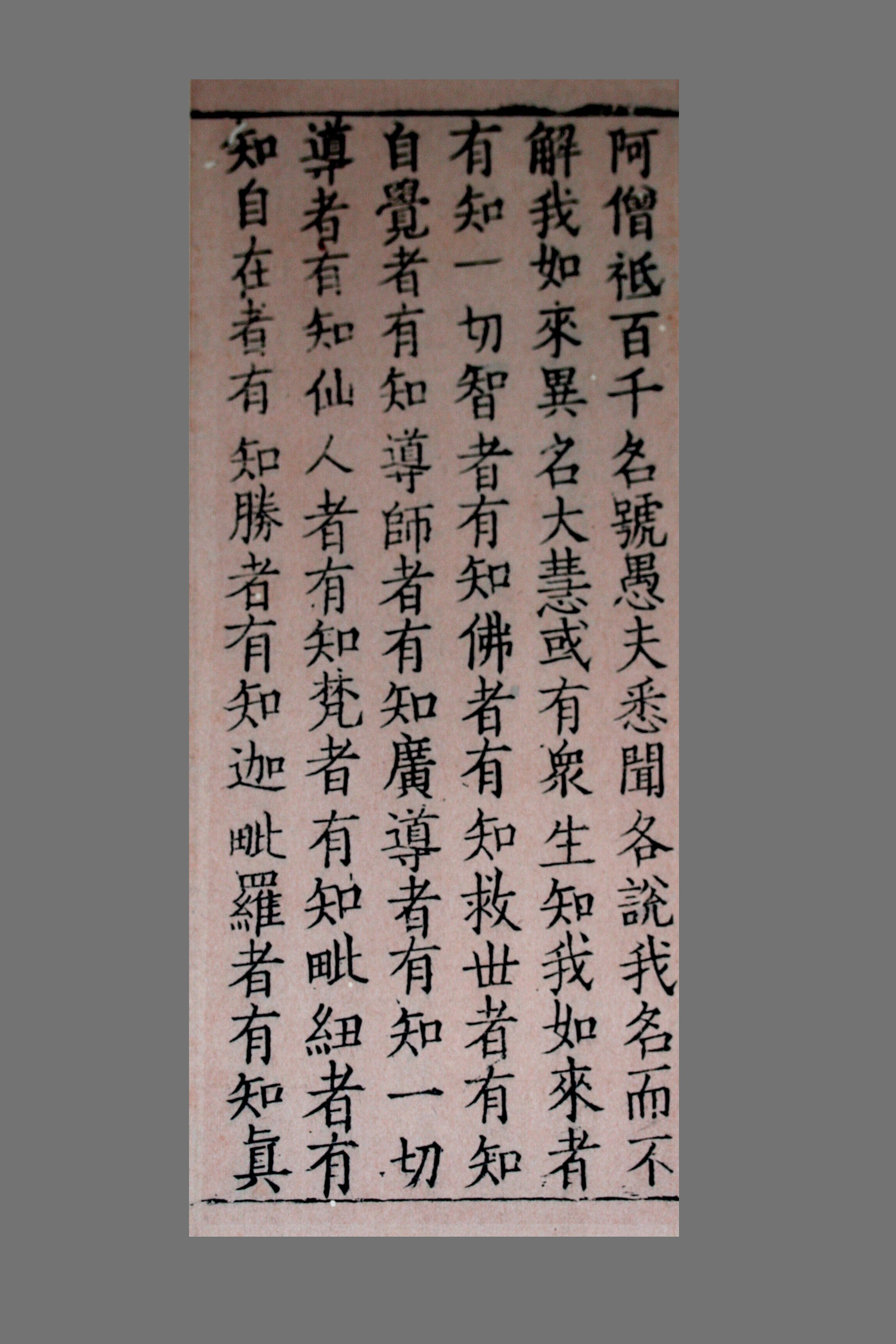
Una página de Tripitaka coreana de sutra durante Goryeo.

El período inicial del desarrollo del budismo chino se relacionó con la recopilación y traducción de textos en chino y la creación del canon budista chino. Esto a menudo se hacía vía viajes a la India, como los del monje Xuanzang.
El canon budista chino incluye textos de Āgama, Vinaya y Abhidharma de las escuelas primitivas budistas, así como los sūtras Mahayāna y varias tantras. Es denominado Ta-ts'ang-ching, o “Deposito de Escrituras Mayores”. Hay muchas versiones del canon en el este de Asia. Las ediciones en bloques de madera son el Tripiṭaka Koreana y Chenlong Tripitaka. El Tripiṭaka Koreana o Palman Daejanggyeong fue tallado entre 1236 y 1251, durante la dinastía Goryeo de Corea, en 81,340 bloques de impresión de madera, sin errores conocidos en los 52,382,960 caracteres. Se almacena en el templo Haeinsa, Corea del Sur. Una de las versiones modernas más utilizadas es el Taishō Shinshū Daizōkyō (大 新 脩). Nombrada después de la era Taishō, el Taishō Tripitaka es una edición estandarizada moderna publicada originalmente en Tokio entre 1924 y 1934 en 100 volúmenes.
Según la edición estándar moderna de Taishō Shinshū Daizōkyō (Japón), el canon Chino contiene lo siguiente:
1. Traducciones de los Agamas (equivale a los 4 primeros Nikayas palis y parte del quinto) y de los Jatakas – 219 textos en 4 vols.
2. Traducciones de Sutras Mahayana – 627 textos en 13 vols.
3. Traducciones de Tantras – 527 textos en 4vols
4. Traducciones de diversos Vinayas tempranos (sobre disciplina monástica) – 86 textos en 3 vols.
5. Traducciones de comentarios sobre los Agamas y los sutras Mahayana – 31 textos en 3 vols
6. Traducciones de varios Abhidharmas tempranos – 28 textos en 4 vols.
7. Traducciones de Shastras o Tratados del Madhyamaka, Yogacara y otros – 129 textos en 3 vols.
8. Comentarios chinos sobre los Sutras, el Vinaya y los Shastras – 12 vols
9. Obras de escuelas chinas – 5 vols.
10. Historias y biografías – 95 textos en 4 vols.
11. Enciclopedias, diccionarios y doctrinas no budistas (hindú, maniquea y cristiana nosteriana) y catálogos de varios cánones chinos – 64 textos en 3 vols.

El budismo de Asia Oriental comenzó a desarrollar su propia literatura con el surgimiento de la escuela Tiantai y su principal representante, Zhiyi (538-597 d. C.) quien escribió importantes comentarios sobre el sutra del loto así como también el primer gran trabajo integral sobre meditación compuesto en China, el Mohe Zhiguan (摩訶止観). Otra escuela importante del budismo chino es Huayan, que se centró en el desarrollo de sus textos filosóficos del Avatamsaka Sutra. Un importante patriarca de esta escuela es Fazang, quien escribió muchos comentarios y tratados.
El budismo zen desarrolló una gran tradición literaria basada en las enseñanzas y los dichos de los maestros Chan (Zen) chinos. Uno de los textos clave de este género es el Sutra de la Plataforma atribuido al patriarca Huineng, da un relato autobiográfico de su sucesión como patriarca de la escuela Chan, así como enseñanzas sobre la teoría y la práctica del Chan. Otros textos son colecciones de Koan, o compilaciones de dichos de maestros chinos como “Crónicas del acantilado azul” y “La puerta sin puerta”. Otro género clave es el de compilaciones de biografías de los maestros de Chan, como “La transmisión de la lámpara”. La poesía budista también fue una contribución importante a la literatura de la tradición.
Después de la llegada del budismo chino en Japón, Corea y Vietnam; ellos desarrollaron sus propias tradiciones y literatura en el idioma local.

## Tantras

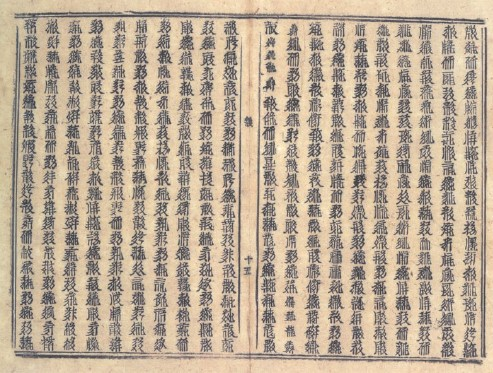
Una copia Tangut del "Tantra Auspicioso de la Unión de Todo Alcance", uno de los primeros ejemplos existentes de un libro impreso utilizando tipos móviles de madera.

Los textos tántricos budistas comenzaron a aparecer en el período del Imperio Gupta aunque ya existían textos con elementos asociados con el tantra desde el siglo III. En el siglo VIII, el Tantra era una fuerza dominante en el norte de la India.
El primer tantra budista es posiblemente el Guhyasamāja tantra, fechado en el siglo V por Alex Wayman (pero al octavo por los budologos japoneses). Otro Tantra primitivo es el Mahavairocana tantra, que fue mencionado y recopilado por el peregrino chino Wu-xing c. 680 d. C.
Según el tibetólogo Alex Wayman, los tantras budistas surgieron de "una tradición anterior que se remonta a la literatura védica y amalgama esta tradición con varios principios budistas". Parte del material también es similar al contenido de los Yoga Upanishads. Las tradiciones tántricas budistas fueron influenciadas de diversas maneras por las tradiciones hindúes de Shivaismo y Pancharatra, los cultos locales de dioses y diosas, los ritos de los yakshas y nāgas, así como por las ideas y prácticas budistas Mahayana preexistentes.
Muchos de los primeros textos tántricos budistas, más tarde denominados "tantras de acción" (kriyā tantra), son en su mayoría colecciones de frases mágicas o mantras para fines mundanos, llamados mantrakalpas (manuales de mantra) y no se llaman tantras.
Textos tántricos posteriores del siglo VIII en adelante (denominado diversamente Yogatantra, Mahayoga y Yogini tantras) abogó por la unión con una deidad (yoga de deidad, devatayoga), sonidos sagrados (mantras), técnicas para la manipulación del cuerpo sutil y otros métodos esotéricos con los que se lograba la Budeidad rápidamente. Algunos tantras contienen prácticas antinómicas y transgresoras, como la ingestión de alcohol y otras sustancias prohibidas, así como rituales sexuales. Algunos de los temas e ideas únicos que se encuentran en los tantras budistas es la revalorización del cuerpo y su uso para obtener una gran felicidad (mahasukha), una revalorización del papel de las mujeres y las deidades femeninas y una revalorización de los estados mentales negativos, que pueden utilizarse al servicio de la liberación como dice el Hevajra tantra: "el mundo está atado por la pasión, también por la pasión se libera".
El tantra budista se extendió rápidamente desde la India a países cercanos como el Tíbet y Nepal en el siglo VIII, así como al sudeste asiático. El tantra budista llegó a China durante la dinastía Tang (donde se lo conocía como Tangmi o Zhenyan) y fue llevado a Japón por Kukai (774-835), donde se lo conoce como Shingon. Sigue siendo la principal tradición budista en Nepal, Mongolia y Tíbet, donde se lo conoce como Vajrayana.
Hay entre 1500 y 2000 sobrevivientes textos tántricos budistas indios en el sánscrito original, y más de dos mil tantras únicamente sobreviven en la traducción (principalmente tibetanos o chinos). En los cánones tibetanos, hay 450 Tantras en la colección Kanjur y 2400 en el Tengyur.

### Categorización
La tradición tibetana Sarma (nueva traducción) ha hecho una clasificación cuádruple:
- Kriyā tantras. Estos forman un gran subgrupo que apareció entre los siglos II y VI. Los tantras Kriya se enfocan en acciones rituales. Cada uno se centra en un Buda o Bodhisattva en particular, y muchos se basan en dharanis. Los ejemplos incluyen el Mahāmegha Sutra, el Ārya-mañjushrī-mūla-kalpa, el Subhāhu-pariprcchā Sutra, y el Aparimitāyur-jñāna-hrdaya-dhāranī. También se incluyen en esta categoría algunos textos Mahayanas como el Sutra del Corazón y, en algunas ediciones, versiones de algunos textos encontrados en el Canon Pali.

- Carya tantras. Esta es una pequeña clase de textos que probablemente surgieron después del siglo VI y que se centran completamente en la adoración del Buda Vairocana. El ejemplo más conocido es el Tantra Mahā-vairocanābhisambodhi, también conocido como el Sutra Mahavairocana, que se convirtió en un texto fundamental para la escuela China Zhenyan y la escuela Shingon de Japón.

- Yoga tantras. También se concentran en el Buda Vairocana. Incluye el Tantra Sarva-tathāgata-tattva-samgraha y el Tantra Sarva-durgati-parishodhana. El Shurangama Sutra y el Shurangama Mantra del cual proviene pueden incluirse en esta categoría.

#### Anuttarayoga tantras
La clase más avanzada de tantra es el Anuttarayoga o yoga supremo, que se centra en la transformación. Enseñan técnicas para transformar el placer sensual en un camino rápido a la iluminación, que a su vez depende de la capacidad de reunir y disolver los vientos internos (sánscrito: prana) a través del poder de la meditación.
Estos a veces se dividen aún más en los así llamados Padre Tantras y Madre Tantras.
- Primero están la yogottara, o unión suprema, también conocidos como tantras padre, o tantras de medios hábiles (sánscrito: upāya). Se enfocan en el Buda Akshobhya y su consorte Māmaki. El Guhyasamāja tantra proviene de esta clase de tantras, que datan probablemente del siglo VIII.
- En segundo lugar, los tantras prajña o madre, también conocidos como tantras yogini, que datan de fines del siglo VIII. Akshobhya sigue siendo la figura central, pero ahora aparece en su forma iracunda como Heruka. Las figuras femeninas adquieren un significado mucho mayor, llegando a ser tan importantes como las figuras masculinas, si no más. El Samvara tantra fue traducido al tibetano en el siglo VIII. Otros miembros de esta clase, como el Hevajra Tantra, aparecieron en el siglo X.
- El Kalachakra tantra a veces se dice que es un tantra advaya o no dual. Apareció muy tarde en el desarrollo del budismo tántrico, a mediados del siglo XI, y está escrito en sánscrito clásico, en lugar de la mezcla habitual de pracrito y el característico "habla alusiva" del lenguaje crepuscular (Sánscrito: samdhyābhāshā). Por primera vez, las enseñanzas se refieren al ādhibuddha, o "Buda primordial".

Anuttaratantra es conocido en la escuela Nyingma (antigua traducción) como Mahayoga. Esta escuela también posee colecciones más nuevas de tantras, que no se encuentran en las otras escuelas tibetanas, como los tantras de Dzogchen.

## Textos Tibetanos

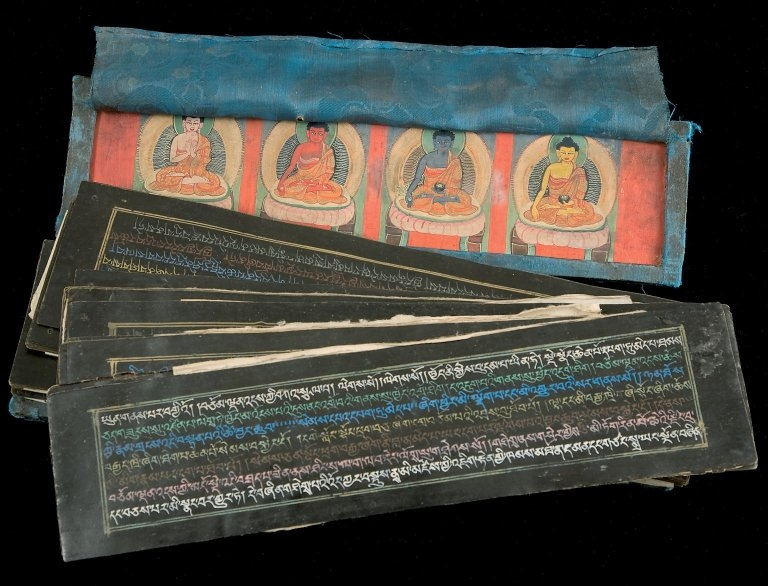
Imagen de las hojas y la cubierta superior del libro de Thar pa chen po'i mod (El Sūtra de la Gran Liberación), que muestra escritos tibetanos en papel negro con una tinta que contiene oro, plata, cobre, coral, lazurita, malaquita y madre de perla. Las hojas sueltas se mantienen entre dos tablas de madera cubiertas con brocado verde. La cubierta superior del libro muestra las imágenes de cuatro de los ocho budas de medicina.

En canon Tibetano se divide en el Kangyur y Tengyur. Se compone de traducciones de textos chinos y de la India, y textos en tibetano. The Kangyur includes sections of Vinaya (21 vols.), Prajñāpāramitā (21 vols.), Avatamsaka (6 vols.), Ratnakuta (6 vols.), Sutra (30 vols. 270 textos), Tantra (22 vols. más de 300 textos). El Tengyur incluye un volumen de stotras o himnos, y varios comentarios o tratados sobre los sutras, tantras, abhidharma, y filosofía budista como madhyamaka y yogacara.
También hay una gran cantidad de textos budistas tibetanos que no están en los cánones. Por ejemplo, un “sadhana” es un texto de prácticas espirituales tántricas utilizado por los practicantes, principalmente para practicar el mandala o un yidam particular (una deidad de meditación). El Sādhanamālā es una colección de sadhanas en sánscrito.
Los adeptos de Vajrayana, conocidos como mahasiddhas, a menudo expusieron sus enseñanzas en forma de canciones de realización. Las colecciones de estas canciones como Caryāgīti o Charyapada son muy popular. El Dohakosha es una colección de canciones o “dohas” del yogui poeta Saraha (siglo IX). Una colección conocida como las “Cien mil canciones de Milarepa” fue compuesta por el yogui budista tibetano Milarepa y es especialmente popular entre los miembros de la escuela Kagyu.
“Terma” es un género de textos budistas tibetanos, que se dice que fueron ocultos para ser redescubiertos en una fecha posterior. Se cree que figuras como Padmasambhava y Yeshe Tsogyal escribieron y ocultaron la mayoría de las termas. El terma más conocido es probablemente el Bardo thodol, o 'Despertar en el estado de Bardo', también conocido como el Libro tibetano de los muertos. La persona que "encuentra" o "revela" un terma se conoce como un terton.
Los Anales Azules (en tibetano, deb ter sngon po) completados en 1476, escritos por Gölo Zhönnupel (tibetano: gos lo gzhon nu dpal, 1392-1481), es un estudio histórico del budismo tibetano con una marcada visión ecuménica, centrándose en la difusión de diversas tradiciones sectarias en todo Tíbet.
Namtar, o biografías espirituales, son otra forma popular de textos budistas tibetanos, según los cuales las enseñanzas y el camino espiritual de un practicante se explican a través de una revisión de su historia de vida.